# Porophyllum tridentatum
Porophyllum tridentatum là một loài thực vật có hoa trong họ Cúc. Loài này được Benth. miêu tả khoa học đầu tiên năm 1844.